# Aiffres
Aiffres és un municipi francès situat al departament de Deux-Sèvres i a la regió de la Nova Aquitània. L'any 2007 tenia 5.046 habitants.

## Demografia

### Població
El 2007 la població de fet d'Aiffres era de 5.046 persones. Hi havia 2.004 famílies de les quals 387 eren unipersonals (110 homes vivint sols i 277 dones vivint soles), 802 parelles sense fills, 686 parelles amb fills i 129 famílies monoparentals amb fills.
La població ha evolucionat segons el següent gràfic:
Habitants censats

### Habitatges
El 2007 hi havia 2.152 habitatges, 2.036 eren l'habitatge principal de la família, 10 eren segones residències i 106 estaven desocupats. 2.005 eren cases i 146 eren apartaments. Dels 2.036 habitatges principals, 1.490 estaven ocupats pels seus propietaris, 528 estaven llogats i ocupats pels llogaters i 18 estaven cedits a títol gratuït; 36 tenien una cambra, 47 en tenien dues, 240 en tenien tres, 612 en tenien quatre i 1.101 en tenien cinc o més. 1.684 habitatges disposaven pel capbaix d'una plaça de pàrquing. A 770 habitatges hi havia un automòbil i a 1.130 n'hi havia dos o més.

### Piràmide de població
La piràmide de població per edats i sexe el 2009 era:
| Homes | Edats   | Dones |
| ----- | ------- | ----- |
| 0     | 95 o +  | 0     |
| 18    | 90 a 94 | 1     |
| 6     | 85 a 89 | 10    |
| 17    | 80 a 84 | 9     |
| 48    | 75 a 79 | 51    |
| 74    | 70 a 74 | 73    |
| 78    | 65 a 69 | 85    |
| 123   | 60 a 64 | 112   |
| 143   | 55 a 59 | 139   |
| 238   | 50 a 54 | 249   |
| 212   | 45 a 49 | 242   |
| 193   | 40 a 44 | 204   |
| 196   | 35 a 39 | 245   |
| 128   | 30 a 34 | 153   |
| 121   | 25 a 29 | 91    |
| 88    | 20 a 24 | 111   |
| 202   | 15 a 19 | 172   |
| 192   | 10 a 14 | 153   |
| 171   | 5 a 9   | 126   |
| 111   | 0 a 4   | 95    |

## Economia
El 2007 la població en edat de treballar era de 3.380 persones, 2.537 eren actives i 843 eren inactives. De les 2.537 persones actives 2.392 estaven ocupades (1.175 homes i 1.217 dones) i 145 estaven aturades (62 homes i 83 dones). De les 843 persones inactives 399 estaven jubilades, 263 estaven estudiant i 181 estaven classificades com a «altres inactius».

### Ingressos
El 2009 a Aiffres hi havia 2.107 unitats fiscals que integraven 5.285,5 persones, la mediana anual d'ingressos fiscals per persona era de 20.442 €.

### Activitats econòmiques
Dels 135 establiments que hi havia el 2007, 1 era d'una empresa extractiva, 4 d'empreses alimentàries, 1 d'una empresa de fabricació de material elèctric, 3 d'empreses de fabricació d'altres productes industrials, 31 d'empreses de construcció, 19 d'empreses de comerç i reparació d'automòbils, 7 d'empreses de transport, 4 d'empreses d'hostatgeria i restauració, 1 d'una empresa d'informació i comunicació, 4 d'empreses financeres, 12 d'empreses immobiliàries, 18 d'empreses de serveis, 21 d'entitats de l'administració pública i 9 d'empreses classificades com a «altres activitats de serveis».
Dels 41 establiments de servei als particulars que hi havia el 2009, 1 era una oficina de correu, 1 una oficina bancària, 3 tallers de reparació d'automòbils i de material agrícola, 1 autoescola, 6 paletes, 8 guixaires pintors, 6 fusteries, 2 lampisteries, 1 electricista, 1 empresa de construcció, 3 perruqueries, 2 veterinaris, 2 restaurants, 3 agències immobiliàries i 1 saló de bellesa.
Dels 6 establiments comercials que hi havia el 2009, 1 era un supermercat, 2 fleques, 1 una carnisseria, 1 una botiga d'equipament de la llar i 1 una perfumeria.
L'any 2000 a Aiffres hi havia 31 explotacions agrícoles que ocupaven un total de 2.100 hectàrees.

## Equipaments sanitaris i escolars
L'únic equipament sanitari que hi havia el 2009 era una farmàcia.
El 2009 hi havia 2 escoles maternals i 2 escoles elementals.

## Poblacions més properes
El següent diagrama mostra les poblacions més properes.